# 大佛样

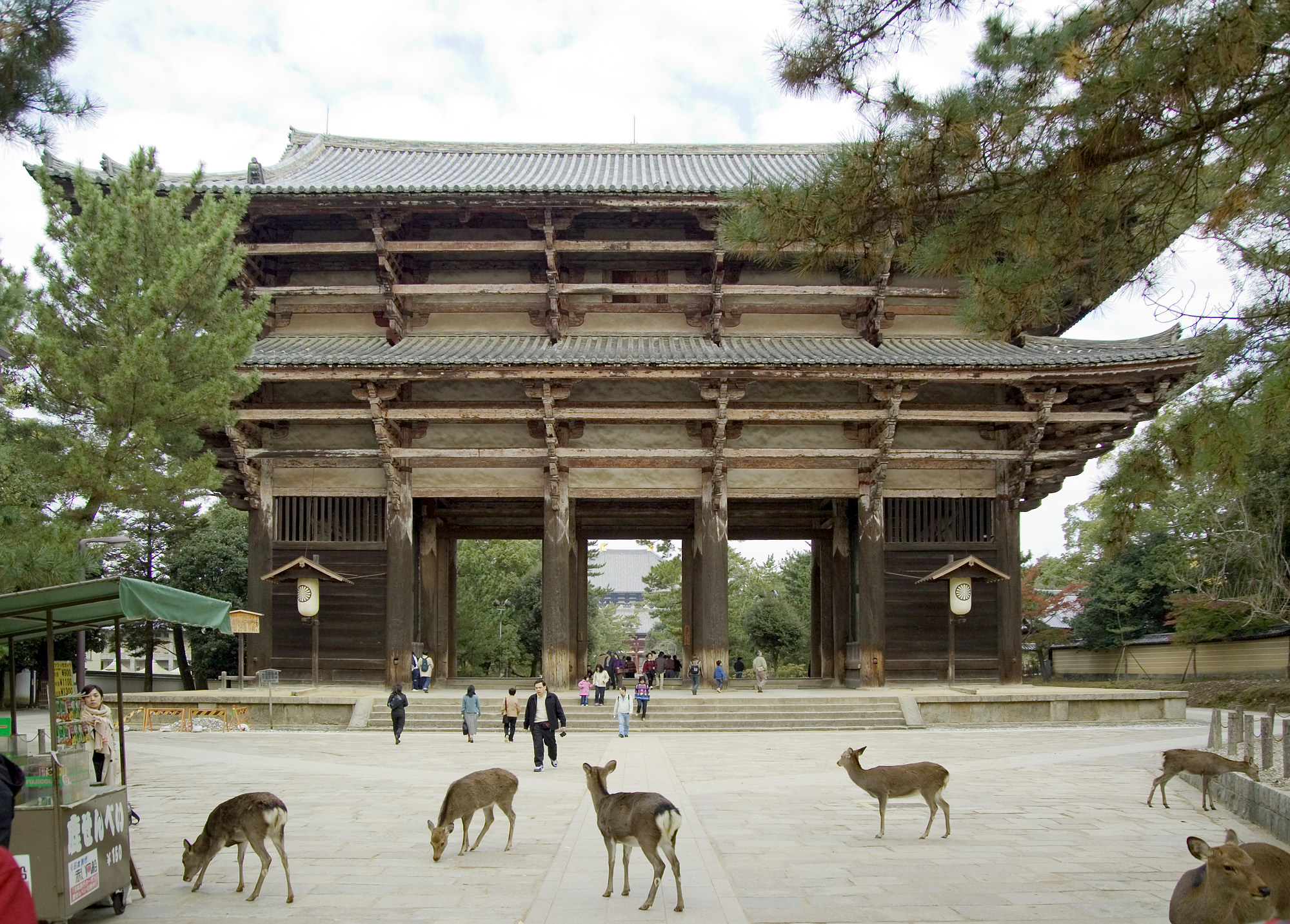
奈良东大寺南大门

“大佛样”（日语：／），日本佛教建築形制，兴起于12世纪末到13世纪初。由僧人重源于1181年主持重修奈良东大寺时开创，采用诸多源自中国南宋的构造法。现存的经典大佛样建筑有奈良东大寺南大门和小野市净土寺阿弥陀堂。
大佛样原称天竺样。二战战后，日本建筑史学家太田博太郎考虑到“天竺样”和印度建筑并无联系，容易造成误会，故提出“大佛样”的称谓。大佛样、和样、禅宗样作为日本佛教寺院建筑的三大典型样式，都受到中国传统建筑影响。由于和禅宗样多有共通之处，且借鉴宋朝建筑风格，大佛样和禅宗样又有镰仓新样式、宋样式的别称，相对于传统的和样。
大佛樣风格的建筑可见诸多复杂且硕大的斗栱构件，令建筑整体显得宏伟壮观，同日本传统和样建筑崇尚朴素简约的风格有所出入。重源身后，大佛样逐渐式微，但其诸多营造手段仍影响了后世的许多建筑。大佛样同和样风格产生融合，有学者称为“新和样”。

## 历史
日本平安时代末期治承4年（1180年），平氏政权发动南都燒討，烧毁奈良东大寺。1181年，后白河法皇任命僧人重源主持重修。重源曾三次到访中国，游览过南宋名刹天台山国清寺和阿育王寺，并了解其建筑技法，重修东大寺时，又有中国工匠陳和卿指导，故大量借鉴南宋时浙江、福建木构建筑的技法。
重源逝世后，大佛样逐渐式微。但当时参与重修东大寺的工匠在各地引入了大佛样的新作法，故影响了日本各地的建筑，称为折衷样。法隆寺中门、平等院凤凰堂重修时引入了大佛样的强化枋（貫）工艺，加固了整体结构，有助于长久保存。
东大寺内，重源重修的的大佛样建筑如今仅有三座保持原貌，以东大寺南大门最为典型，此外还有东大寺开山堂和法華堂。南大门最显著的特点就是其插栱连出六跳的支撑结构。重源在奈良以外的其他地区亦修建了一些寺院，如今有小野市净土寺阿弥陀堂留存。

## 特点
大佛样的部分特点和禅宗样相通。

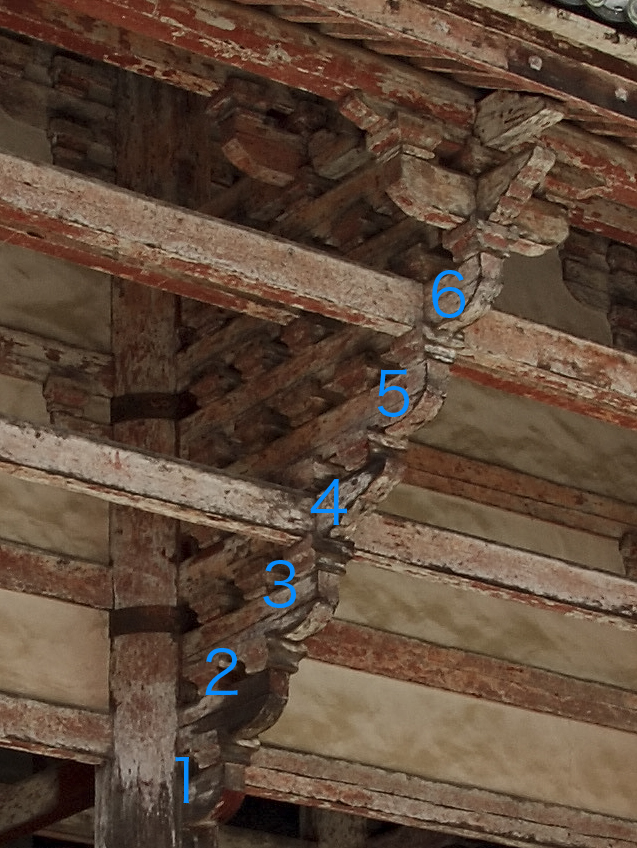
东大寺南大门层层出跳的斗拱

- 不使用野屋根构造，故屋檐的坡度和椽子坡度相同，同其他日本建筑的常见作法有别。
- 不使用天井构造，屋檐构件暴露在外[7][8]。
- 屋顶采用本瓦葺作法（筒瓦與板瓦相互交替鋪成）。
- 屋檐（只有一級椽木，上方不額外鋪設額外椽木的屋檐）采用角形椽木（角地垂木）。
- 四個轉角采用扇形椽（隅扇垂木）。
- 采用枋（貫）來强化構造[9][7]，殿身与横架之间通过大量穿枋进行拉结。此前平安时代的建筑多使用长押，现仅为装饰性的构件[10]。
- 采用插栱（挿肘木），即後尾插入柱身，伸出柱的部分又称丁头栱。
- 栱背多加斗、多置斗、华拱多跳偷心。
- 枋、栱、梁的尖端（木鼻）裝飾成弧綫形[7]。
- 斗栱之間有單昂（遊離尾垂木）。
- 板門的門框由縱橫的數根桟木支撑，桟木和門框之間鑲嵌小門板（入子板），藉鑒了中式建筑門板的作法，稱爲。
- 柱子上下两端削出倒角和曲线，称为卷杀（粽）。
- 纵向窄格窗（連子窓）。
- 木地板和墙壁相接处设边缘板，和墙壁相接没有外凸（榑縁）。
- 木构件涂红色（丹塗），墙壁涂白色（白塗）。

## 示例
镰仓时代的大佛样建筑
- 東大寺南大門：屋顶有部分和样特点，但有着大佛样构造的显著特点
- 淨土寺淨土堂：大佛样建筑的基准之作。
- 東大寺開山堂：展现了大佛样的特点。
- 京都醍醐寺经藏：1939年烧毁。为了融入寺内其他建筑，屋顶未采用瓦片。

采用大佛样构造的建筑
- 東大寺法華堂礼堂
- 東大寺鐘楼
- 吉備津神社本殿
- 教王護国寺金堂
- 東福寺三門
- 东大寺大佛殿
- 方廣寺大佛殿[11]
- 首里城守礼门

部分细节受到大佛样影响
- 元興寺禅室
- 唐招提寺鼓楼
- 東大寺轉害門
- 大善寺（日语：大善寺）藥師堂

## 中国和朝鲜半岛的类似样例
以下建筑的构造形制同大佛样有相似之处。
- 福建福州华林寺
- 福建羅源陳太尉宮正殿
- 浙江永嘉苍坡村東門
- 浙江永嘉宪台牌坊
- 浙江宁波保国寺：部分构造和大佛样类似
- 江苏苏州玄妙观：部分构造和大佛样类似
- 福建闽侯石松寺
- 福建泰宁甘露寺
- 浙江景宁時思寺
- 韩国荣州浮石寺無量寿殿

## 图册

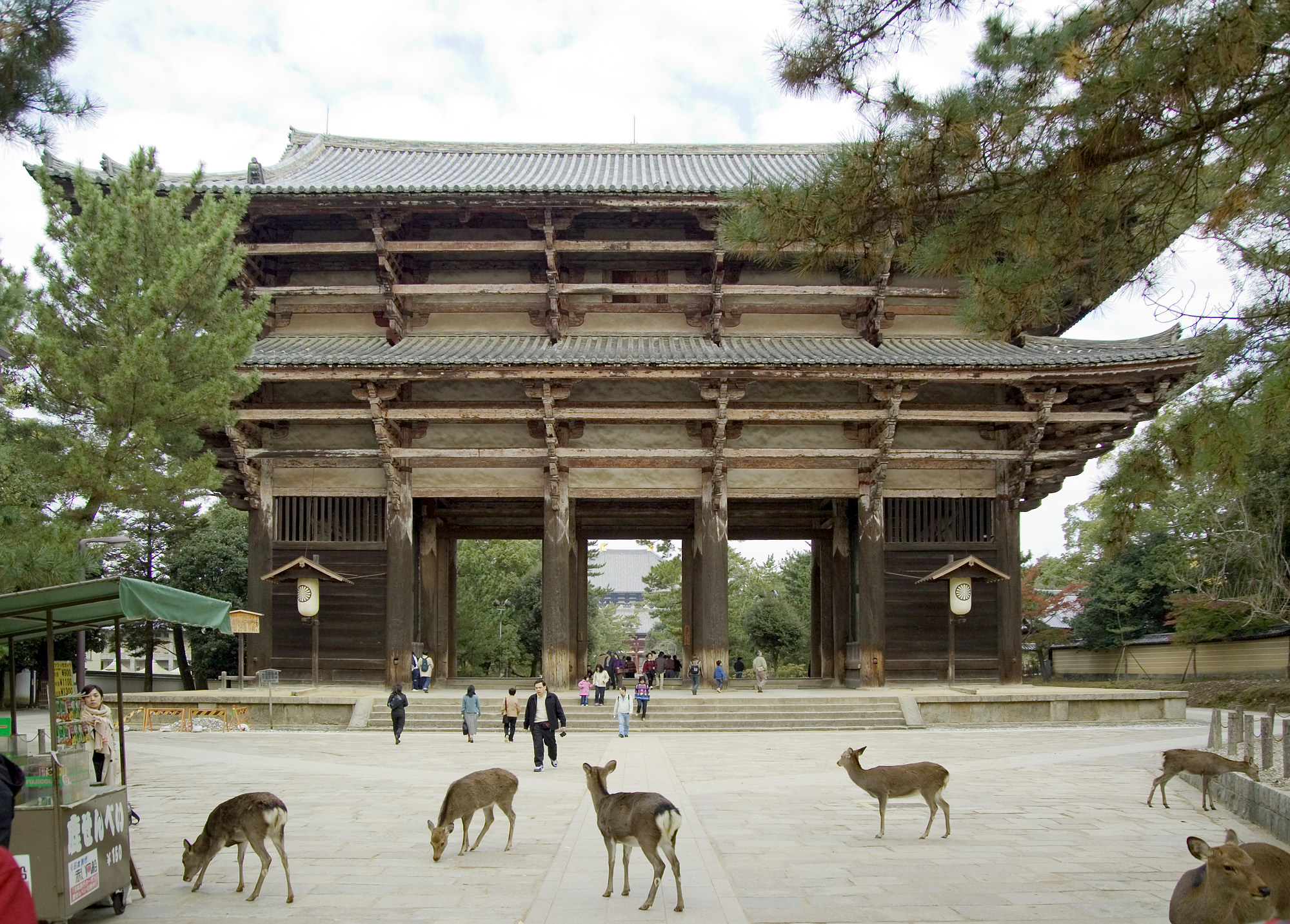
東大寺南大門
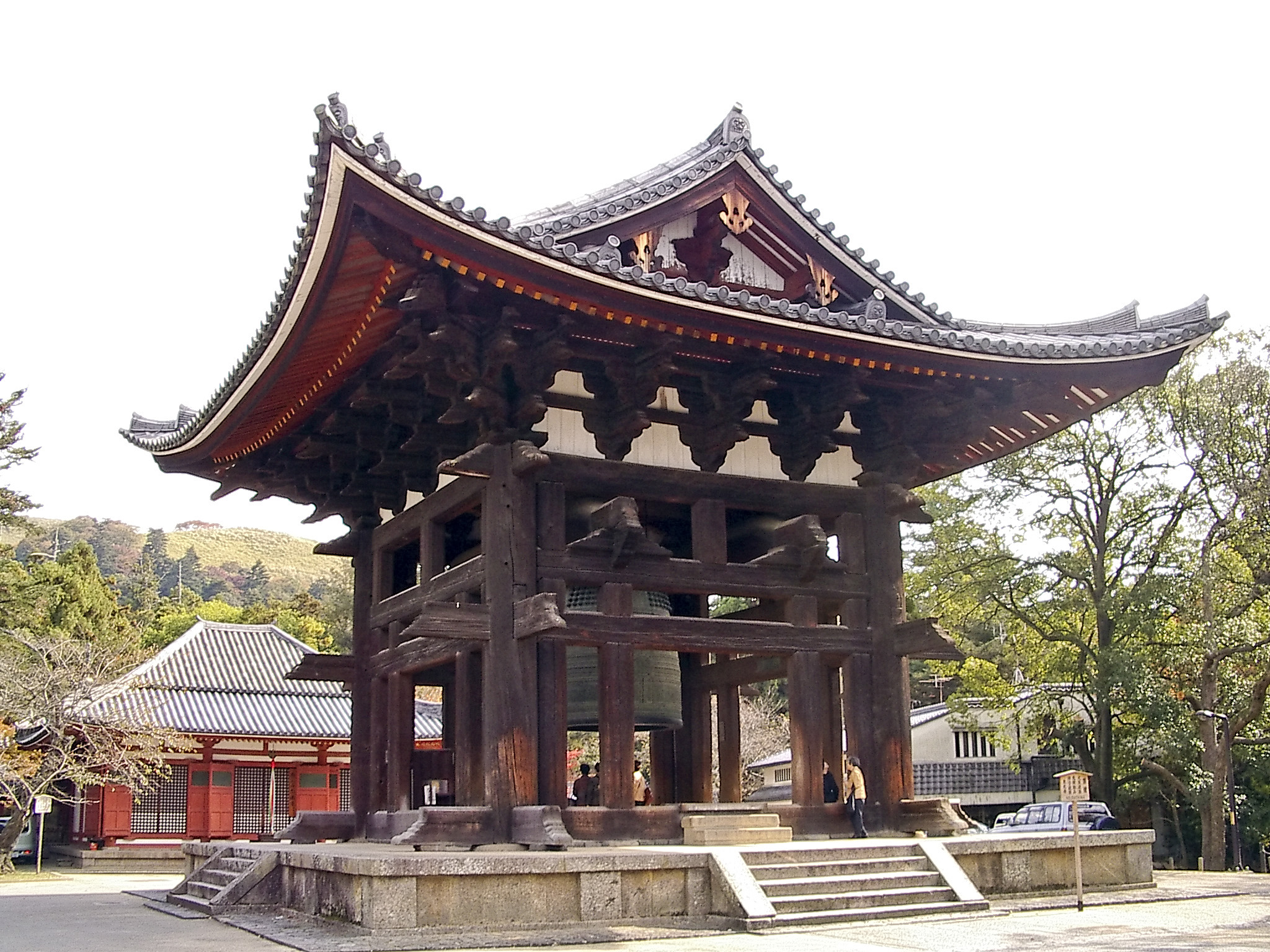
東大寺鐘楼
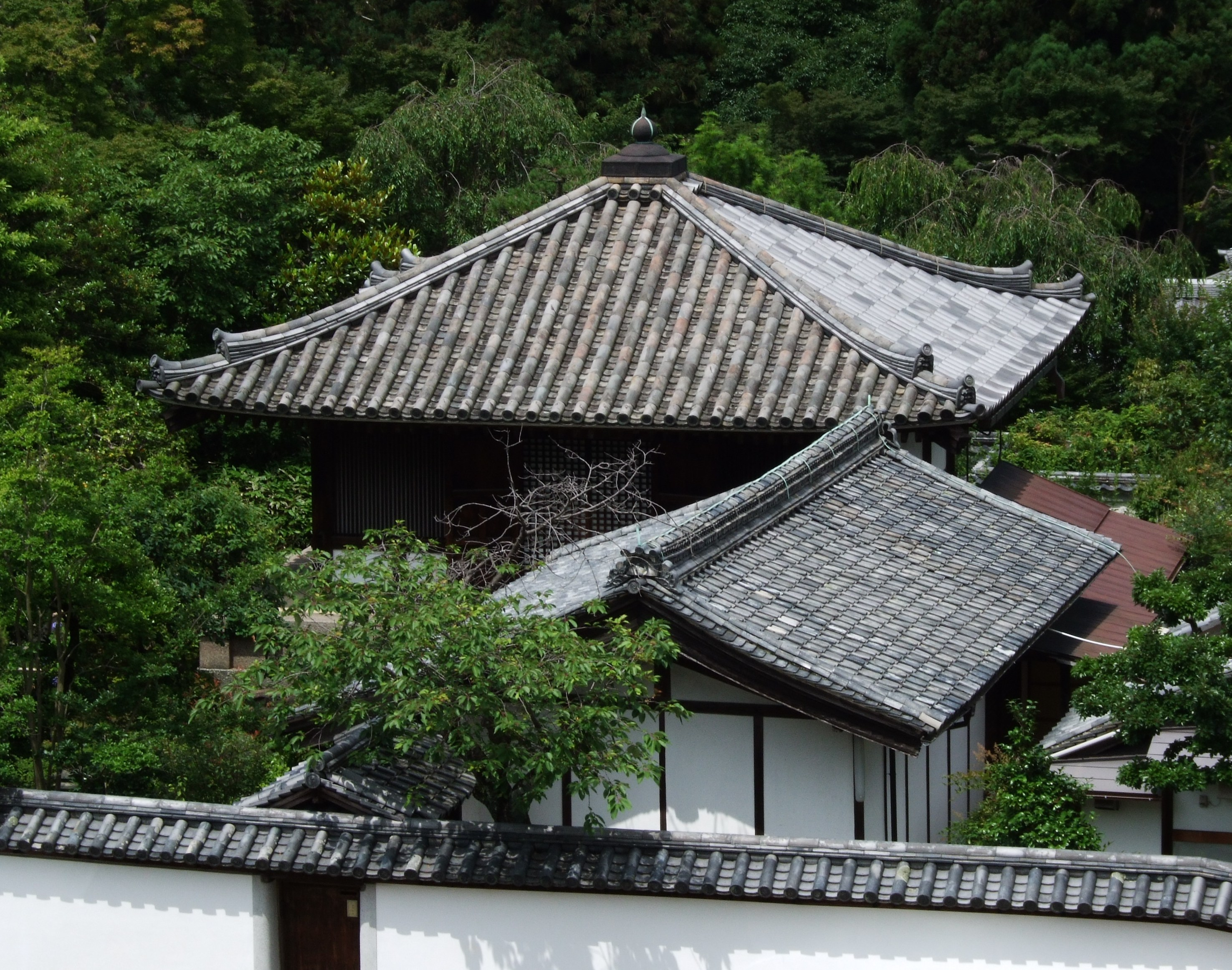
東大寺開山堂
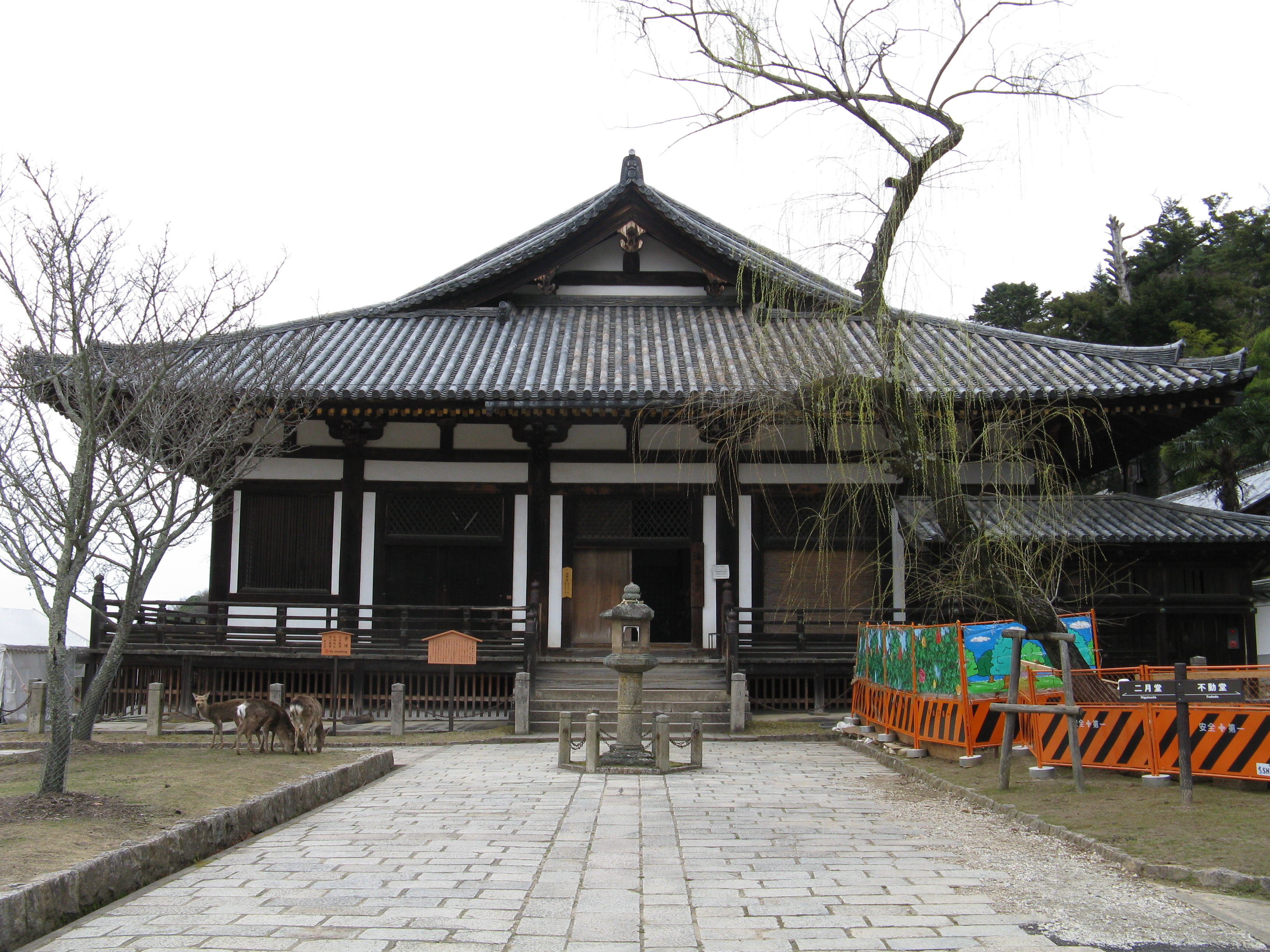
東大寺法華堂礼堂
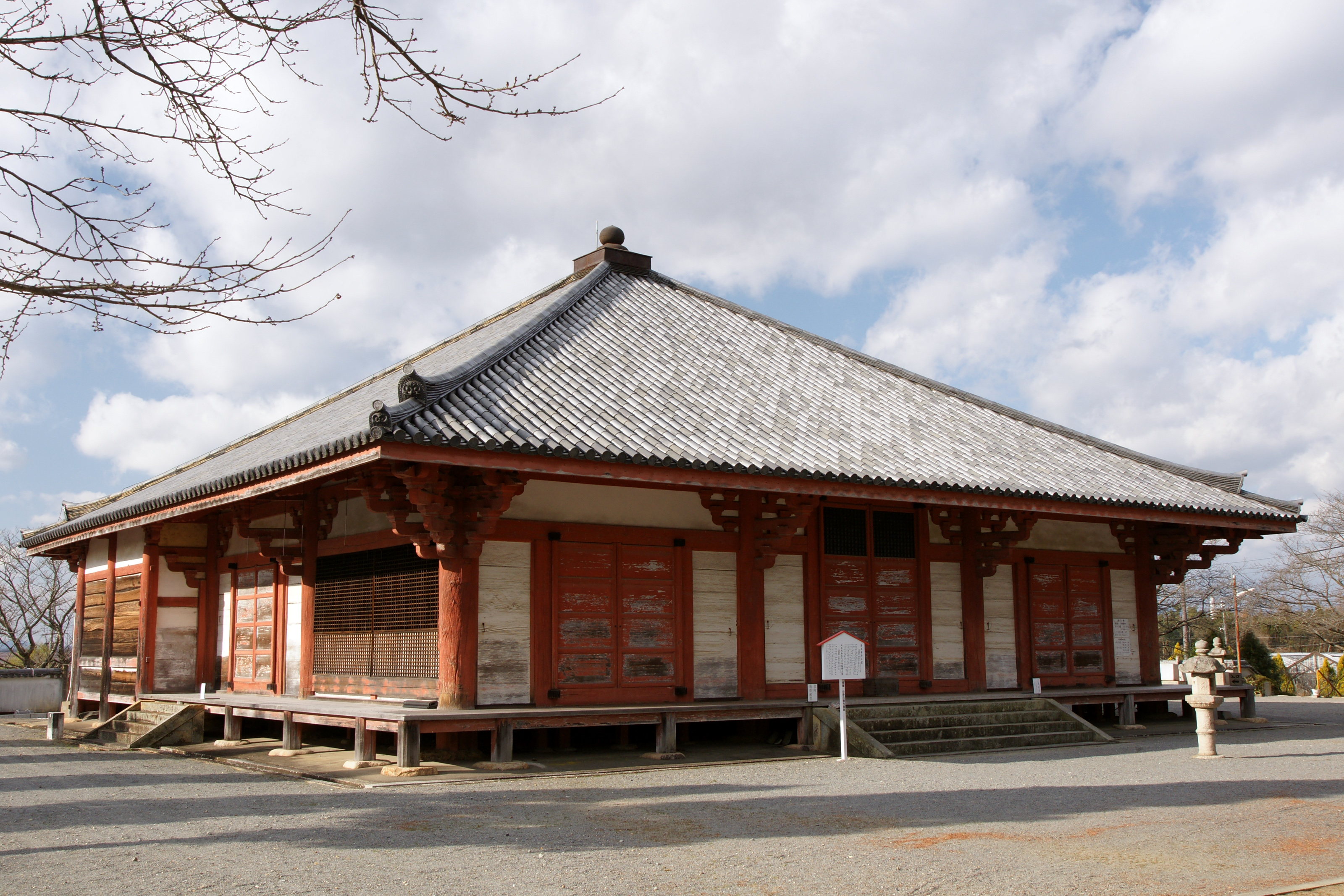
净土寺净土堂
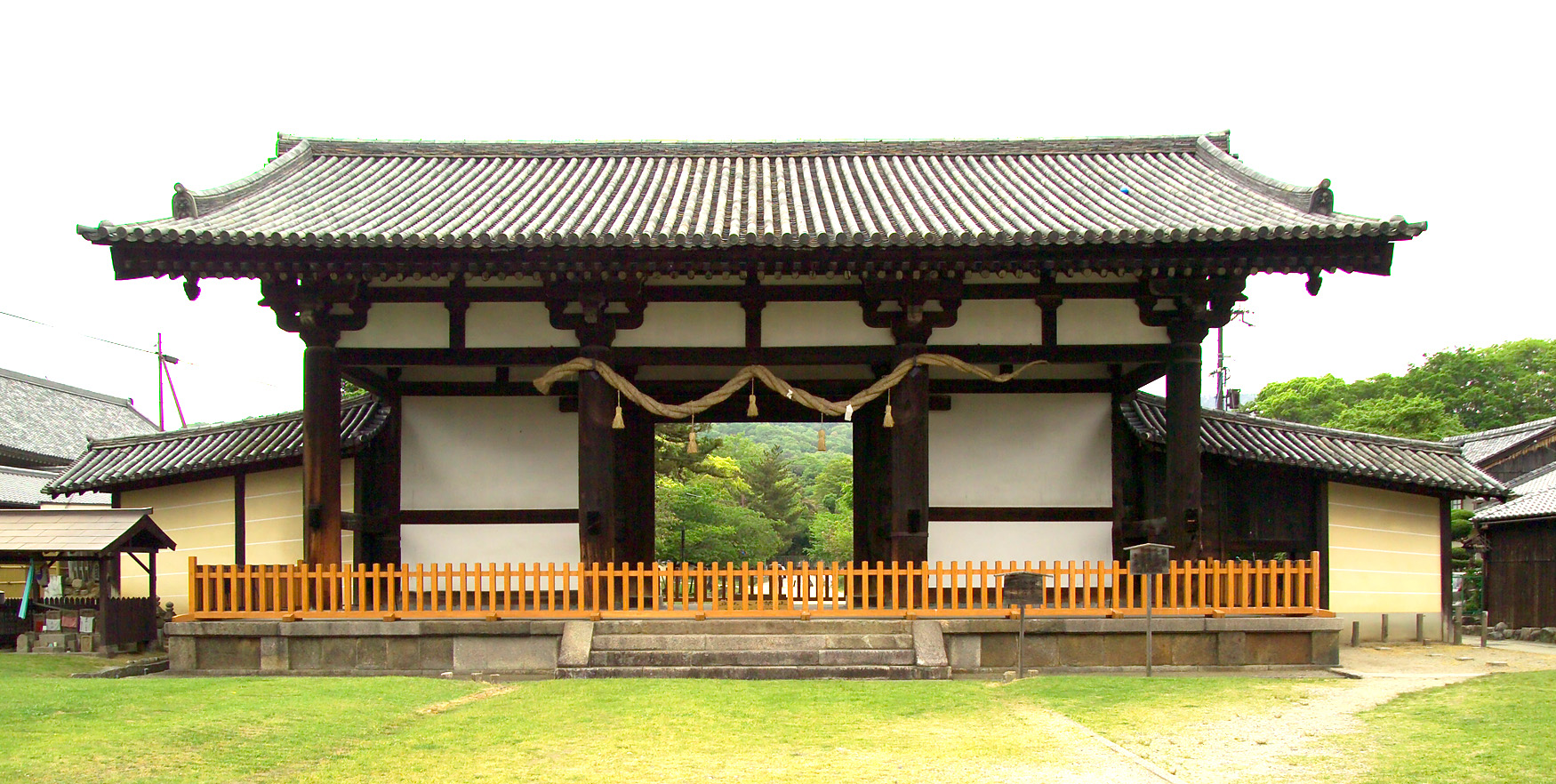
東大寺轉害門
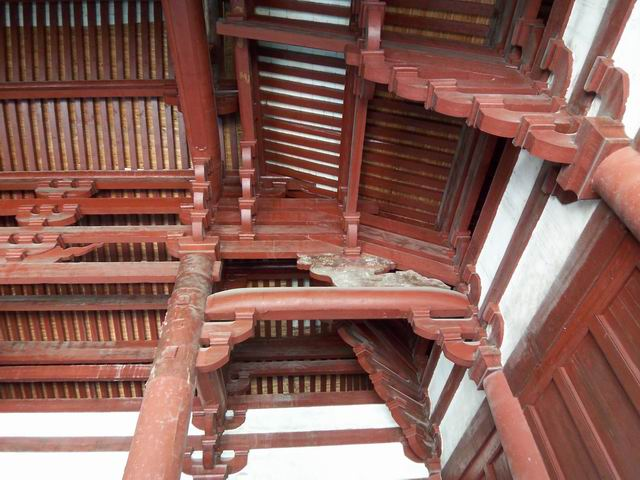
中国福建華林寺
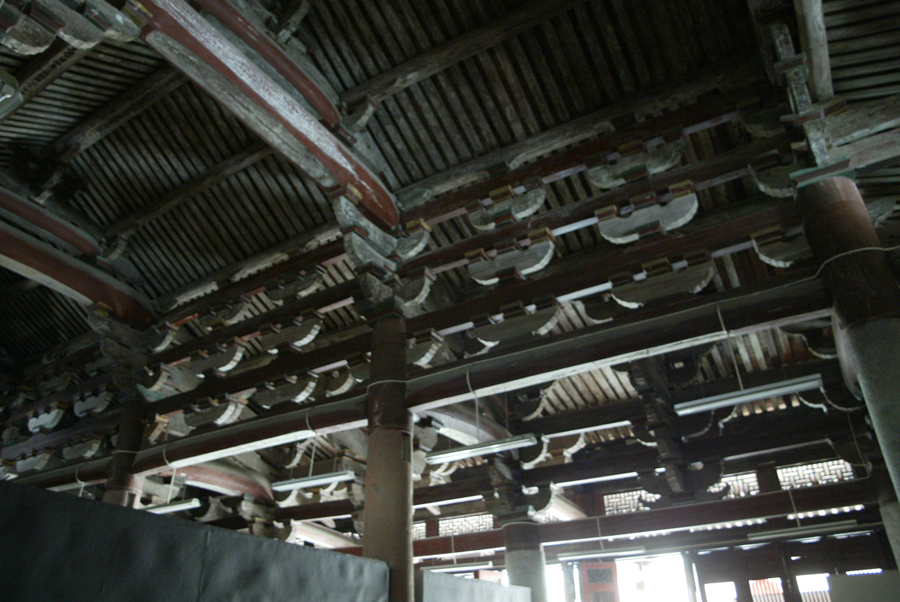
中国江苏元妙觀
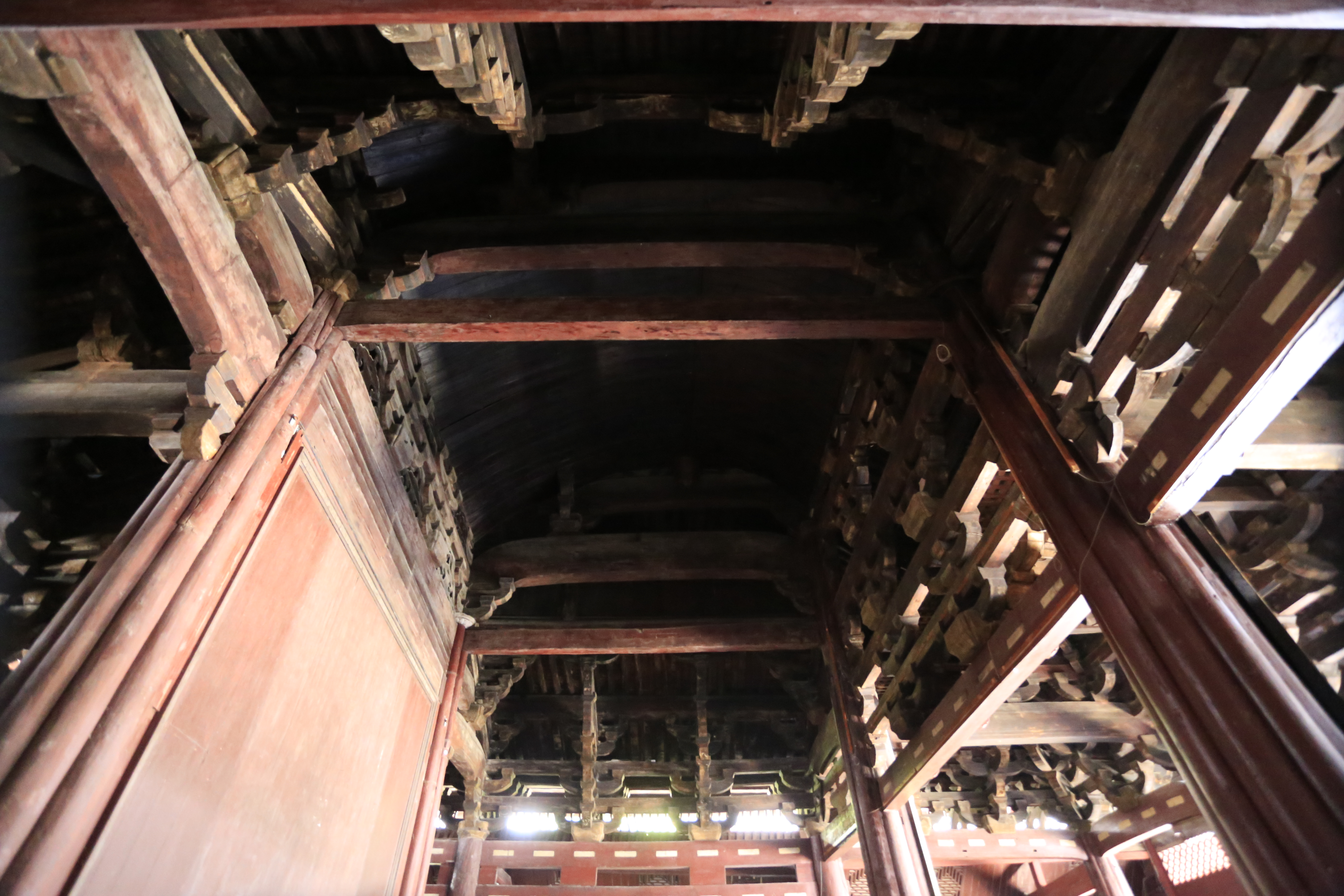
中国浙江保国寺
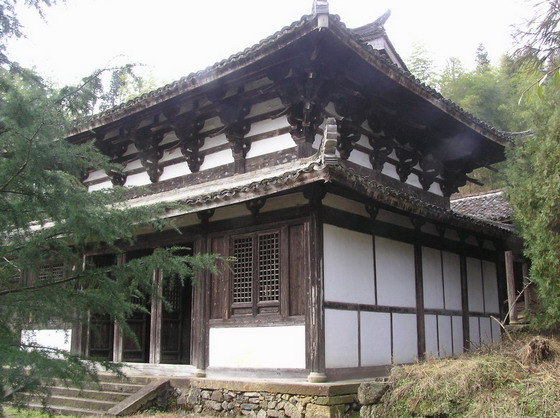
中国浙江時思寺

### 书目
- Fletcher, Sir Banister; Cruickshank, Dan.  20th illustrated. Architectural Press. 1996 [1896]  [2009-11-11]. ISBN 0-7506-2267-9.
- . Japanese Architecture and Art Net Users System.   [2024-05-26]. （原始内容存档于2019-09-05）.
- Nishi, Kazuo; Hozumi, Kazuo.  illustrated. Kodansha International. 1996 [1983]  [2009-11-11]. ISBN 4-7700-1992-0.
- Young, David; Young, Michiko Kimura; Yew, Tan Hong. . Periplus Asian architecture illustrated. Tuttle Publishing. 2004  [2010-01-11]. ISBN 0-7946-0100-6.